# Евлашковы
Евлашковы (польск. Jewłaszkowicz герба Корчак) — древний русский дворянский род.

## История рода
Род Евлашковых происходит от белорусских шляхтичей, выехавших на службу к московскому государю в конце XV века.
Известны два князя с литовской фамилией Евлашковичи: князь Иван, убит в битве с татарами на реке Ворскле (1399) и князь Евлашко Телятина († 1473).
Впервые фамилия упомянута в Полоцких грамотах, где по купчей грамоте Якунца Фёдоровича Евлашкова село на реке Ушачи переходит Арине Петровне Харинич (16 мая 1493).
Фёдор Фёдорович Евлашков упоминается в грамотах (1514) и имел трёх сыновей: Никиту, Андрея и Якова (Яковца, Якунца). Никита Фёдорович владел землями в Рязанском уезде (1539), писец Московского уезда (1540). Яков (Якунец) Фёдорович владел землями пустоши Маврино, Семендяево (до 1573), в первой половине XV века упомянут, как вотчинник земель под Полоцком. Трое Евлашковых упомянуты в Тысячной книге, среди вотчинников Московского уезда (1550), где Андрей Фёдорович дворовый, сын боярский по Старице, а Богдан и Иван Никитины дворовые, сыны боярские по Зубцову. Первый и Яков Евлашковы владели поместьями в Московском уезде (1573). Тимофей Михайлович городничий и составлял Псковские переписные книги (1579). Верига Тимофеевич встречал папского посланника (1581).
Евлашковы владели землями в Отъезжем стане (1586). Иван и Богдан Евлашковы владели поместьями в Дедиловском уезде (1588). Афанасий Матвеевич служил по Переяславскому дворовому списку (1590). Зубцовский городовой дворянин Тимофей Иванович Евлашков получил царскую жалованную грамоту (1620), за московское осадное сидение (1618).